# 奧爾穆埃
奧爾穆埃（西班牙語：Olmué），是智利的城鎮，位於該國中部瓦爾帕萊索大區的馬爾加馬爾加省，面積231.8平方公里，海拔高度144米，2012年人口15,611人，人口密度每平方公里67人。
32°59′43″S 71°11′8″W / 32.99528°S 71.18556°W